# Willy Røgeberg
Willy Mads Henry Røgeberg, född 11 december 1905 i Kristiania, död 15 december 1969 i Oslo, var en norsk sportskytt.
Han blev olympisk guldmedaljör i gevär vid sommarspelen 1936 i Berlin.